# Osamu Dezaki
Osamu Dezaki (jap. 出﨑 統 Dezaki Osamu; ur. 18 listopada 1943 w Tokio, zm. 17 kwietnia 2011 w Mitace) – japoński reżyser i scenarzysta filmów animowanych. Znany także jako Makura Saki (崎枕, Saki Makura), Kan Matsudo (松戸完, Matsudo Kan), Toru Yabuki (矢吹徹, Yabuki Toru) lub Kuyou Sai.

## Życiorys
Urodził się w Shinagawa, stolicy Japonii, Tokio jako drugie dziecko, młodszy brat Satoshi Dezaki (również reżysera). Interesował się mangą i anime już w szkole średniej. W 1970 podjął współpracę z Mushi Production. Zmarł 17 kwietnia 2011 na raka płuc w Mitace.

## Filmografia
- The Snow Queen (2005)
- Black Jack (1993)
- Mój drogi bracie... (1991–1992)
- Bionic Six (1987)
- Róża Wersalu (1979–1980)
- Takara-jima (1979)
- Ganba no Boken (1975)
- Ace wo Nerae (1974)